# Performance art
La performance art, resa in italiano come arte performativa, è un'azione artistica, generalmente presentata ad un pubblico, che spesso investe aspetti di interdisciplinarità. Una performance o azione può essere scritta seguendo un copione o non scritta, casuale o orchestrata attentamente, spontanea o pianificata, con o senza coinvolgimento di pubblico. Una performance può inoltre essere eseguita dal vivo o presentata tramite dei media. Il performer può quindi essere anche assente nel momento della presentazione.
Un'azione performativa coinvolge generalmente uno o più dei quattro elementi base: tempo, spazio, Il corpo del performer, o in alternativa la sua presenza in un medium, e la relazione fra il performer e il pubblico. La performance d'artista può essere fatta in qualsiasi luogo e senza limiti di durata. L'azione di un individuo o di un gruppo in un particolare luogo e in un particolare lasso temporale costituisce l'opera stessa.

## Arti visive, arti performative e performance d'artista
Il significato del termine performance d'arte nel senso corrente è legato alla tradizione postmoderna nella cultura occidentale. A partire dalla metà degli anni sessanta, derivando spesso concetti dalle arti visive delle avanguardie storiche, la performance d'artista era tendenzialmente definita in antitesi al teatro, trasformando di fatto le forme artistiche ortodosse e le norme culturali. 
L'idea di base era quella di un'esperienza effimera e autentica sia per il performer che per il pubblico in un evento che non avrebbe potuto essere ripetuto, bloccato o comprato, e l'apertura di un ampio dibattito su come i concetti delle arti visive e i concetti delle arti dello spettacolo fossero utilizzati determinando i significati di una presentazione di performance d'arte.

## Storia
La performance art, nell'accezione normalmente utilizzata, inizia ad essere identificata negli anni sessanta, con il lavoro di artisti come Allan Kaprow, che coniò il termine happening, Carolee Schneemann, Charlotte Moorman, Yōko Ono, Yayoi Kusama, Vito Acconci, Hermann Nitsch e Joseph Beuys, Wolf Vostell e Nam June Paik. I teorici della cultura occidentale spesso fanno risalire le attività della performance art agli inizi del XX secolo. 
I Dadaisti ad esempio, ne furono degli importanti progenitori, con le loro esibizioni non convenzionali di poesia, tenute spesso al Cabaret Voltaire di Zurigo da Richard Huelsenbeck, Tristan Tzara e altri. Alcuni artisti performativi si rifanno ad altre tradizioni, che vanno dai rituali tribali, dalle leggende (come il caso di Legarsi alla montagna) di Maria Lai, agli eventi sportivi. L'attività della performance art non è confinata alla tradizione artistica europea; molti esponenti notevoli si possono trovare in Asia, America Latina ed altre parti del mondo.

## Generi
I generi o correnti della performance art comprendono: body art, fluxus, poesia d'azione, e intermedia. Alcuni artisti preferiscono usare il termine live art, action art, intervenzione o manoeuvre per descrivere le loro attività. In alcuni casi si coinvolge il pubblico per denunciare, ad esempio una situazione di degrado, come nel caso del fotografo e performer Augusto De Luca, che ha organizzato una partita di golf nelle buche stradali di Napoli.
Lo Sniggling è una forma attivista e ingannevole di performance art pubblica, che viene tipicamente svolta in una forma che non rende immediatamente ovvio che si sta svolgendo una performance.
Assolutamente singolare è la Danger music, i cui performer mettono in atto spettacoli in cui utilizzano strumenti che feriscono loro e il pubblico. Particolare fu il caso di Yamantaka Eye, che guidò un bulldozer nel retro del locale in cui si esibiva.

## Galleria d'immagini

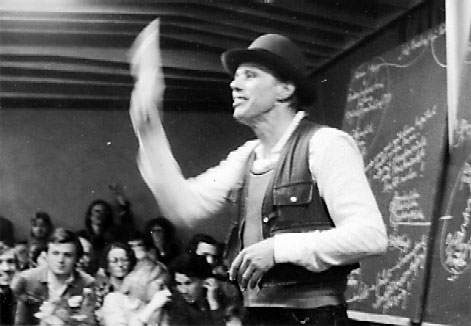
L'artista Joseph Beuys nel 1978: Jeder Mensch ein Künstler — Auf dem Weg zur Freiheitsgestalt des sozialen Organismus - Ogni persona un artista — sulla strada della liberazione dall'organismo sociale
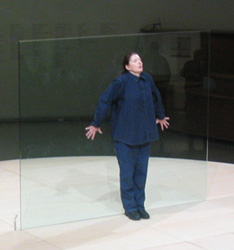
Marina Abramović: Seven Easy Pieces, 9. Novembre 2005
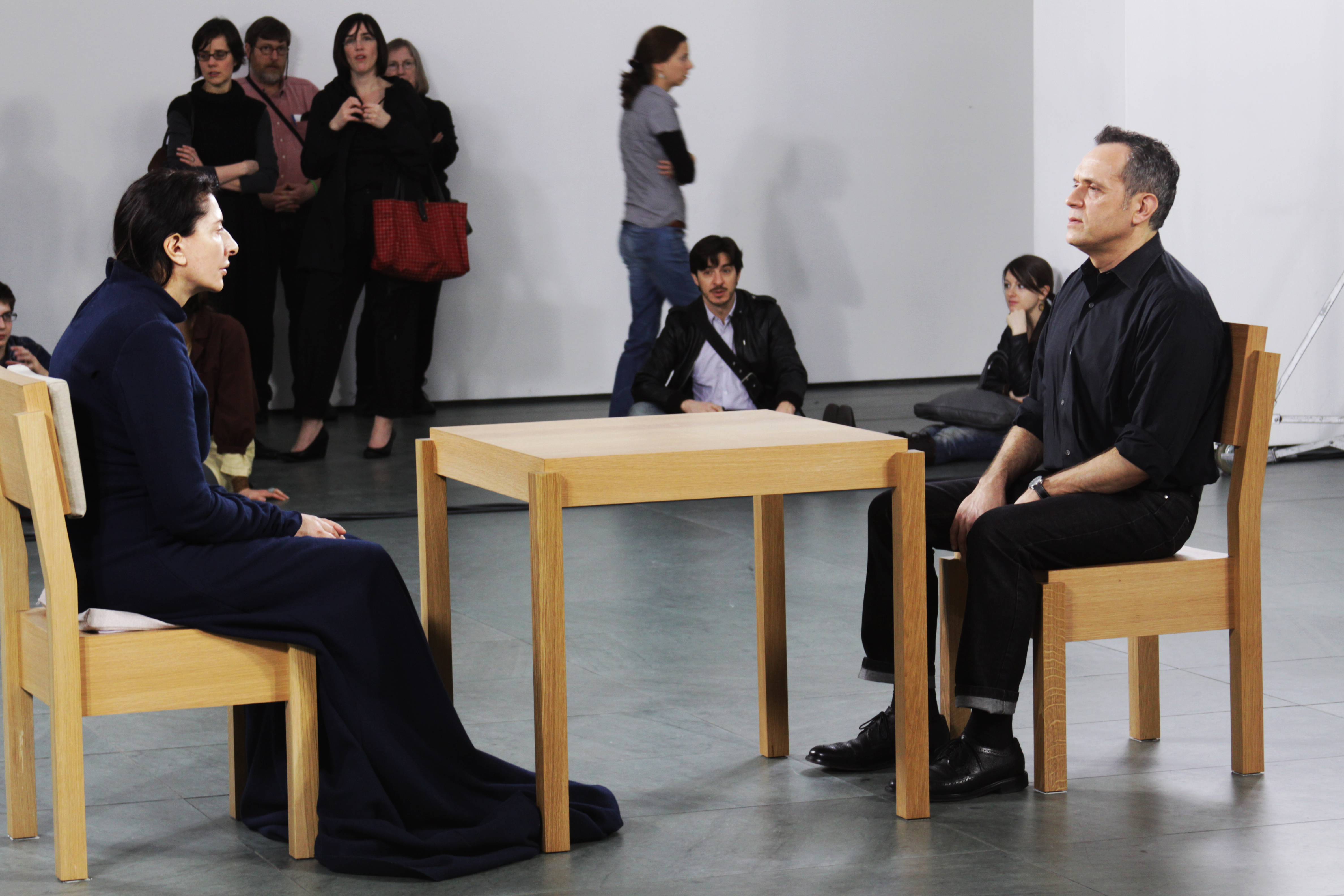
Marina Abramović durante la performance "The Artist is Present" al Museum of Modern Art, May 2010
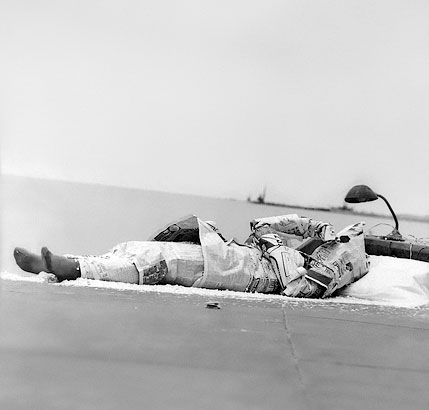
Marta Minujín durante una performance nel 1965. L'happening, Reading the news, in cui Minujín diviene il Río de La Plata avvolgendosi nei giornali.
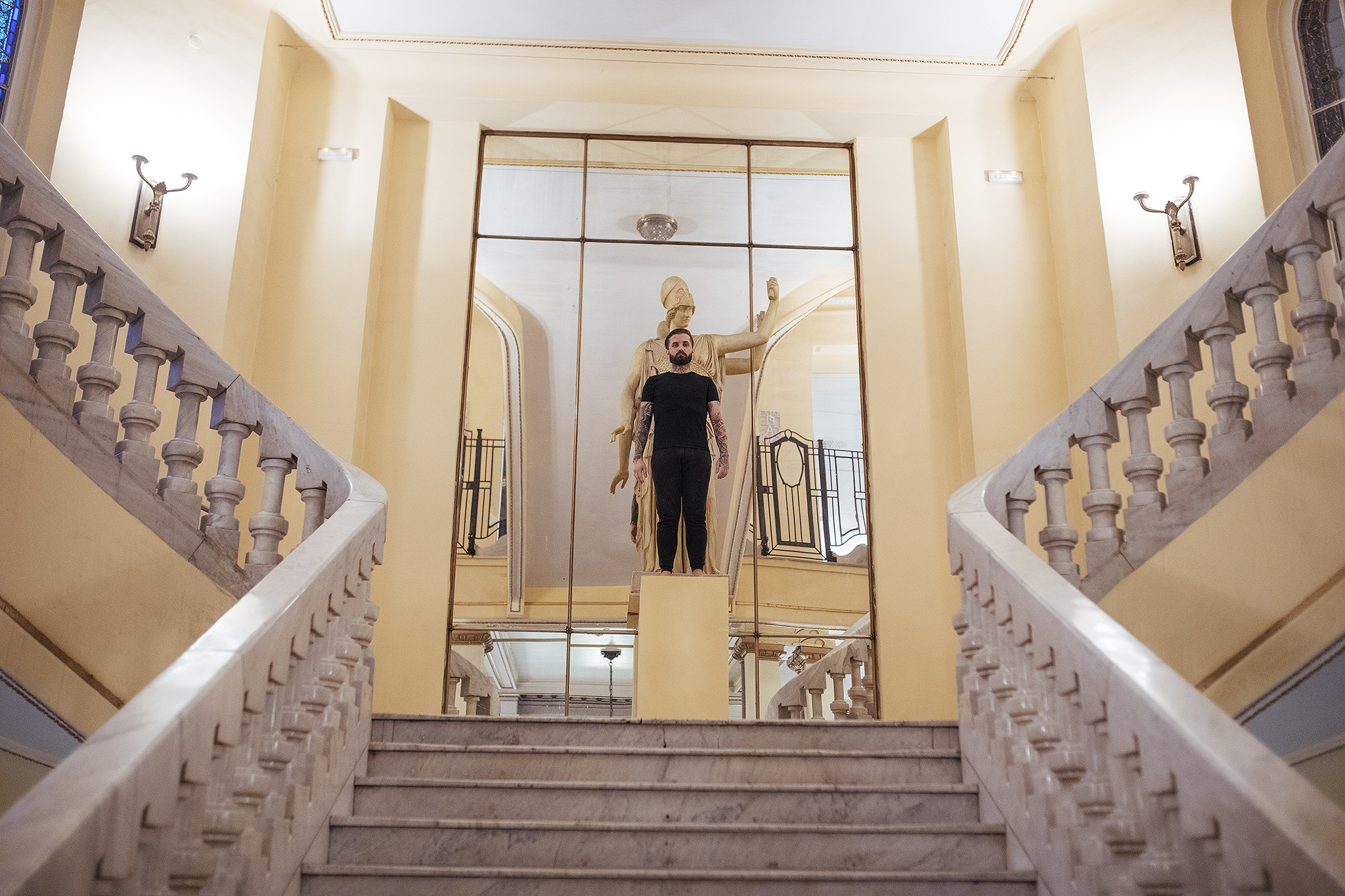
L'artista Abel Azcona durante La Morte dell'Artista nel Circolo di Belle Arti di Madrid
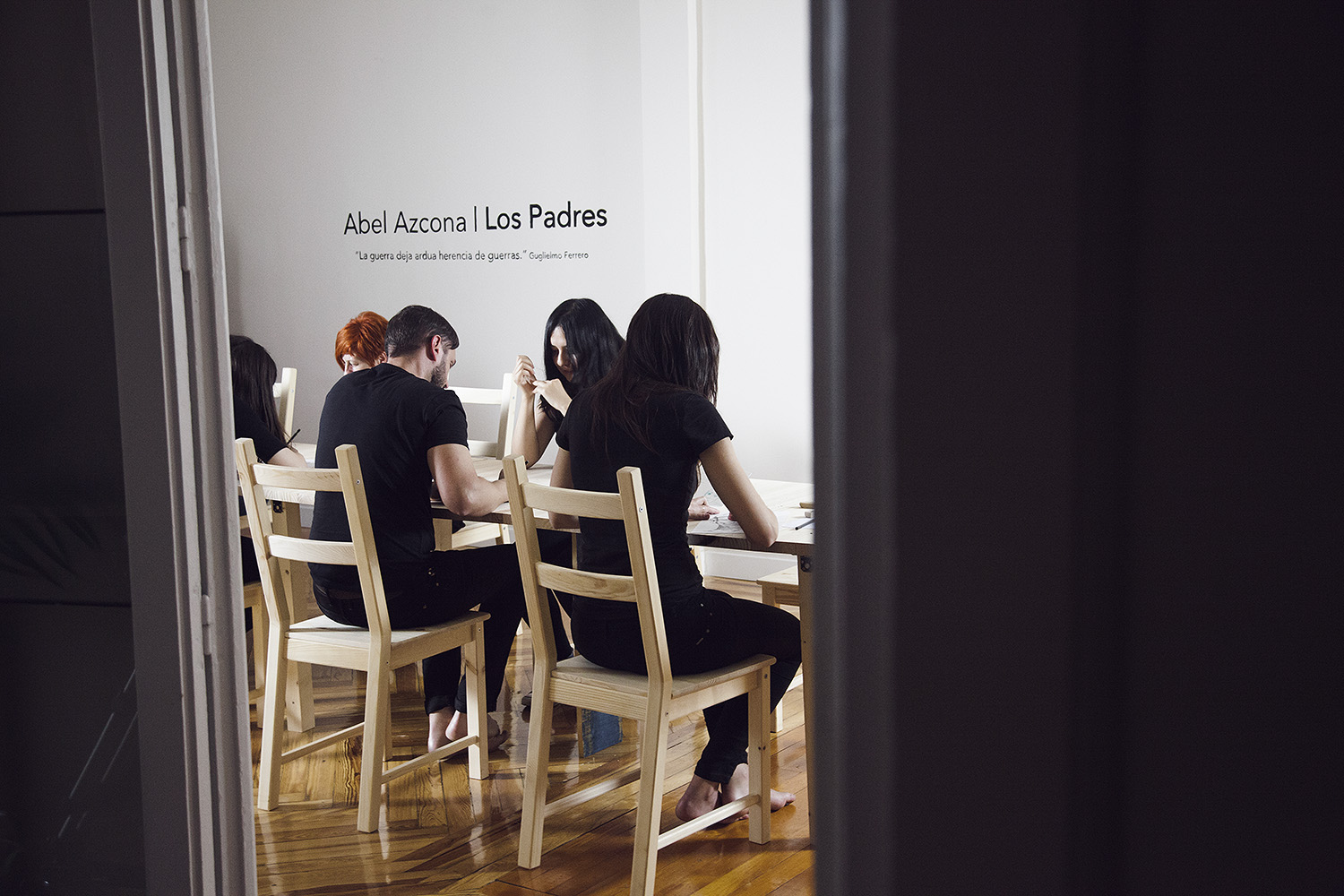
I Padri di Abel Azcona realizzata in Madrid
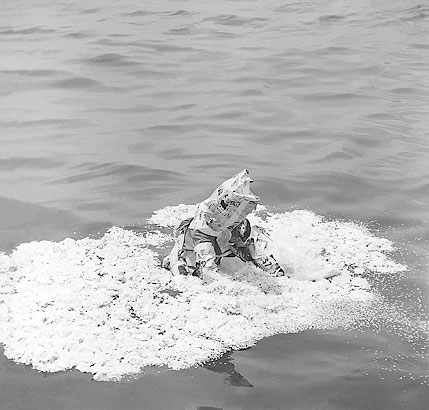
Marta Minujín: Reading the news (1965)
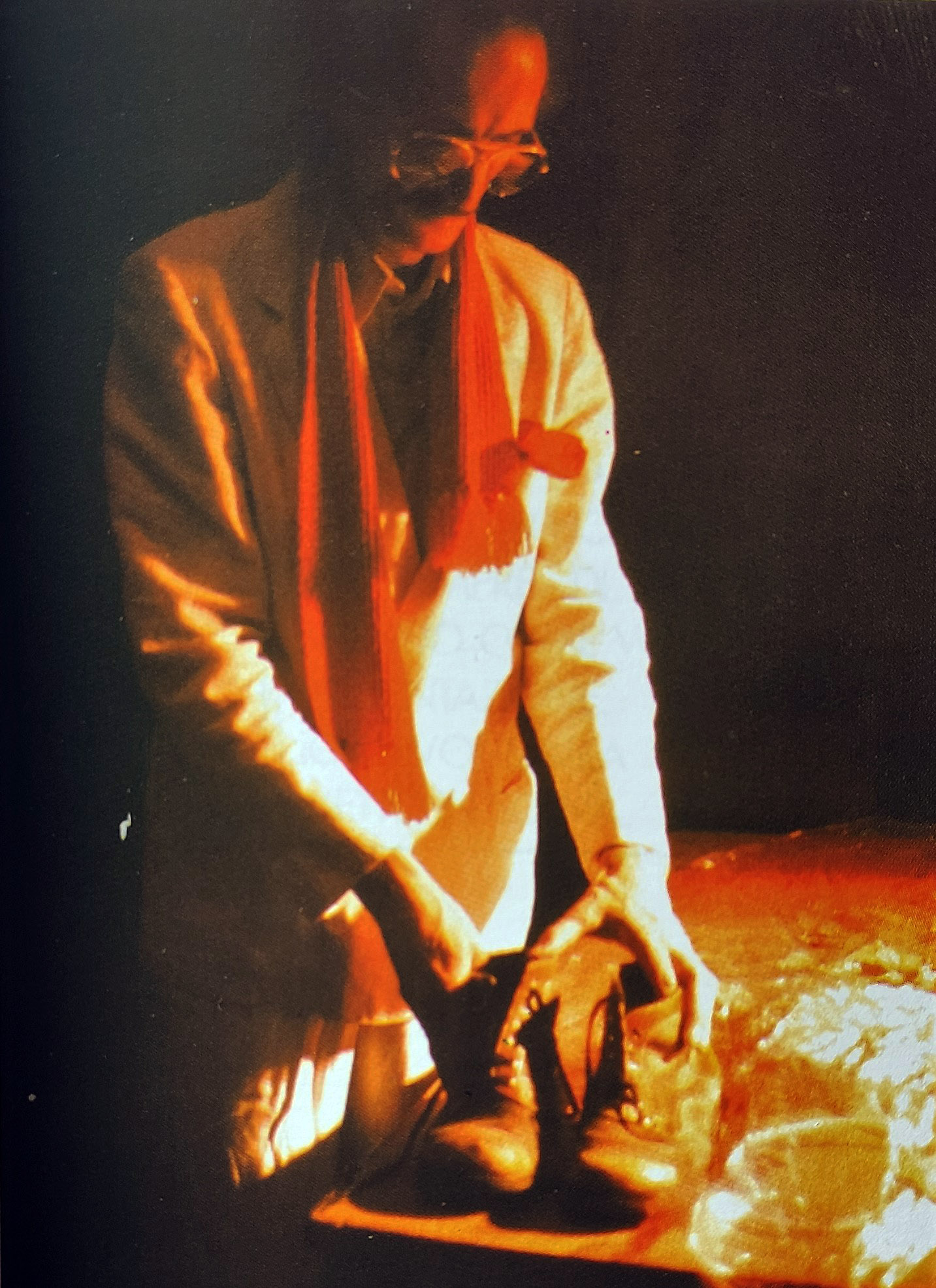
Gian Carlo Riccardi durante la performance "Mia Terra" al Teatro Trastevere di Roma, 1981